# Audi A5
Audi A5 är en coupémodell från Audi lanserad sommaren 2007.Bilen var helt nyutvecklad och kom att lägga grunden för nästa generation Audi A4 (B8) som kom 2008. Det var den första modellen som baserades på den nya åttonde generationen (B8) av Audis MLB-plattform, och bilen har alltså längsmonterad motor. Förutom coupe-utförande fanns modellen även som cabriolet och Sportsback, en femdörrars kombi kupé. Inför årsmodell 2012 fick modellen en facelift med mindre exteriöra förändringar. Bilen fanns med turbomatade fyrcylindriga bensinmotorer med olika effektuttag, samt en kompressormatad V6:a. Bilen gick även att få med 4-cylindrig eller V6 turbodiesel. Prestandamodellerna S5 och RS5 hade en bensindriven V8-motor.  Huvudkonkurrenterna var BMW 3-serie coupe och Mercedes CLK.

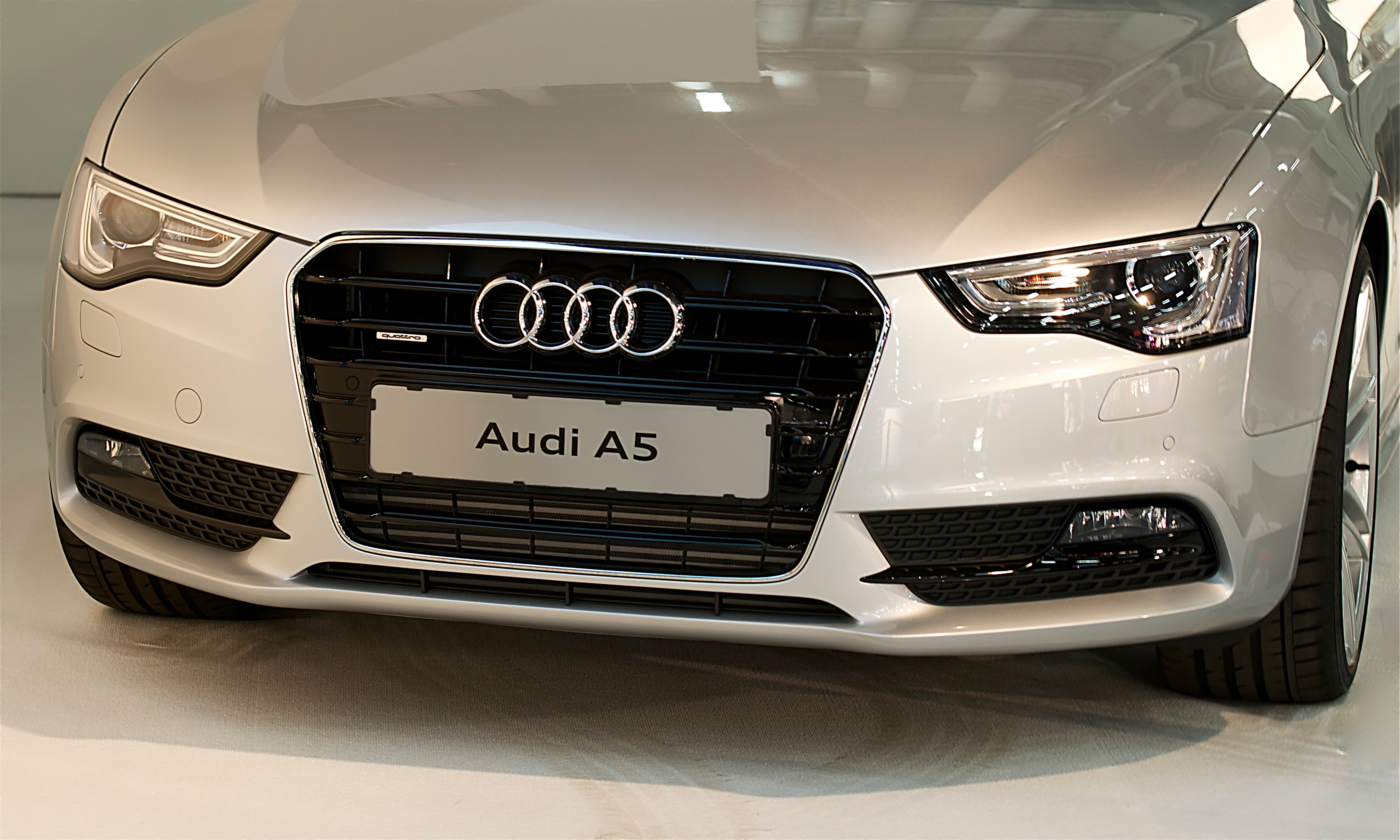
Fronten på 2011 års modell.

2016 presenterade Audi den andra generationens A5, baserad på nionede generationens MLB-platform (B9).